# Емануеле Морини
Емануеле Морини е италиански футболист. Той играе като десен и офанзивен халф. Висок е 185 см. и тежи 70 кг.

## Кариера
Морини е юноша на гранда Рома. През сезон 2000/01 е част от първия тим на „вълците“, но не записва нито едно участие в официален мач. През лятото на 2001 г. отива в английския елитен Болтън Уондърърс, където за една година играе в два мача. След това Морини преминава и през гръцкия Панахайки, преди да се завърне в родината си Италия. Там играе един сезон във Виченца, а през последните четири години е част от нискоразредните Лумезане и Самбенедетезе. На 4 септември 2009 Морини подписва за 1 година с Ботев (Пловдив). Морини бързо се превръща в основна фигура на „канарчетата“ и до края на есенния полусезон вкарва цели 6 гола в 10 срещи. Той се разписва и в голямото дерби с Локомотив (Пловдив), в което жълто-черните бият с 1:0. След като Ботев фалират, Морини се връща в Италия и играе по долните дивизии. От лятото на 2012 е футболист на Шумен.